# 1991 RQ27
1991 RQ27 är en asteroid i huvudbältet som upptäcktes den 12 september 1991 av den amerikanske astronomen Henry E. Holt vid Palomarobservatoriet.
Asteroiden har en diameter på ungefär 7 kilometer.